# セイレーンの懺悔
『セイレーンの懺悔』（セイレーンのざんげ）は、中山七里による日本の小説。『きらら』2014年2月号から2015年9月号まで連載され、2016年11月15日に小学館より単行本として刊行された。不祥事が続くあるテレビ局の報道番組の制作に携わる入社2年目の女性報道記者が、女子高生誘拐殺人事件を通し、真実を追い求めながらも自分の過去と向き合っていく過程を描く。
2020年10月からWOWOW「連続ドラマW」で新木優子主演によりテレビドラマ化。

## あらすじ
帝都テレビの報道番組「アフタヌーンJAPAN」ではここ最近不祥事が続き、BPOから度重なる勧告を受けている影響で番組存続の危機が噂されるなど危機的状況に陥っていた。そんな中でも、「アフタヌーンJAPAN」を担当する入社2年目の新人記者・朝倉多香美は自らの仕事に誇りを抱いていた。実は多香美はある辛い過去を抱えながら報道記者の道を選択した経歴があった。
そんな状況の中、東京都葛飾区女子高生誘拐事件が発生する。起死回生のスクープを狙うべく、多香美は先輩記者である里谷太一とともに事件を追うことになった。番組の名誉挽回に奔走しつつ、やがて多香美は自身の過去と向き合っていく。そして警察を尾行していく中で、多香美と里谷が目撃したのは無残にも顔を焼かれて息絶えた女子高生の姿だった。クラスメートの取材からこの女子高生がいじめに遭っていたことを突き止めた多香美だったが、主犯格と疑われている少女は6年前に発生した少女連続レイプ事件の被害者であると知り苦悩する。

## 登場人物
朝倉多香美
帝都テレビの報道番組「アフタヌーンJAPAN」の新人報道記者。
里谷太一
帝都テレビの報道番組「アフタヌーンJAPAN」の報道記者で多香美の先輩。
兵頭
帝都テレビ報道番組「アフタヌーンJAPAN」のディレクター。
宮藤賢次
警視庁捜査一課桐島班所属の刑事（警部補）

## 書誌情報
単行本
- 2016年11月15日発売、小学館、ISBN 978-4-09-386452-7

文庫本
- 2020年08月05日発売、小学館文庫、ISBN 978-4-09-406795-8

## テレビドラマ
2020年10月18日から11月8日までWOWOWプライム「連続ドラマW」で毎週日曜 22時00分 - 23時00分に放送。全4回。主演はWOWOW連続ドラマWに初出演にして初主演となる新木優子。

### キャスト
朝倉多香美
演 - 新木優子
帝都テレビ報道局社会部・「アフタヌーンJAPAN」記者。
里谷太一
演 - 池内博之
帝都テレビ報道局社会部・「アフタヌーンJAPAN」記者。
三島奈那子
演 - 高梨臨
ジャパンテレビ・報道記者。
東良伸弘
演 - 甲本雅裕
被害者・東良綾香の父。
東良律子
演 - 濱田マリ
被害者・東良綾香の母。
東良綾香
演 - 川島鈴遥
被害者。
加藤映司
演 - 佐野和真
帝都テレビ「アフタヌーンJAPAN」・AD。
朝倉蓉子
演 - 太田美恵
秋川圭吾
演 - 尾上寛之
警視庁捜査一課特殊犯捜査一係・巡査部長。
津村仁志
演 - 中村育二
警視庁捜査一課 課長・警視正。
桐島芳郎
演 - 羽場裕一
警視庁捜査一課特殊犯捜査一係・警部。
簑島壮介
演 - 永島敏行
帝都テレビ・報道局長。
兵頭邦彦
演 - 池田成志
帝都テレビ「アフタヌーンJAPAN」・編集長。
宮藤賢次
演 - 高嶋政伸
警視庁捜査一課第五強行捜査犯・殺人捜査七係・主任・警部補。
仲田美空
演 - メドウズ舞良
被害者へのいじめの中心メンバー。
当真祥子
演 - 神谷天音
仲田と同じいじめメンバー。
柏木咲
演 - 岡本莉音
仲田と同じいじめメンバー。
宝来
演 - 井上肇
弁護士。

### スタッフ
- 原作 - 中山七里 『セイレーンの懺悔』（小学館）
- 脚本 - 篠﨑絵里子
- 監督 - 中前勇児、村上正典
- 音楽 - 富貴晴美
- チーフプロデューサー - 青木泰憲
- プロデューサー - 高江洲義貴、浦井孝行、杉本明千世
- 制作協力 - アップサイド
- 製作著作 - WOWOW

### 放送日程
| 各話   | 放送日   |
| ------ | -------- |
| 第1話  | 10月18日 |
| 第2話  | 10月25日 |
| 第3話  | 11月01日 |
| 最終話 | 11月08日 |

| WOWOW 連続ドラマW 日曜オリジナルドラマ                  | WOWOW 連続ドラマW 日曜オリジナルドラマ        | WOWOW 連続ドラマW 日曜オリジナルドラマ             |
| 前番組                                                  | 番組名                                        | 次番組                                             |
| ------------------------------------------------------- | --------------------------------------------- | -------------------------------------------------- |
| 太陽は動かない-THE ECLIPSE- （2020年5月24日 - 6月28日） | セイレーンの懺悔 （2020年10月18日 - 11月8日） | 夜がどれほど暗くても （2020年11月22日 - 12月13日） |